# (10059) 1988 FS2
1988 أف أس 2 (ويعرف أيضًا باسم (10059) 1988 أف أس 2 وفق تسمية الكوكب الصغير) (بالإنجليزية: 1988 FS2)‏ هو كويكب ضمن حزام الكويكبات؛ وترتيبه 10059 من حيث الاكتشاف.
اكتُشف هذا الجُرم الفلكي بواسطة Rozhen Observatory ‏ في 21 مارس 1988.

## وصلات خارجية
- (10059) 1988 FS2 في قاعدة بيانات مختبر الدفع النفاث لأجرام النظام الشمسي الصغيرة

- الاكتشاف · مخطط المدار ·  العناصر المدارية · المعلمات المادية

- (10059) 1988 FS2 على موقع ويكي سكاي: DSS2, SDSS, GALEX, IRAS, Hydrogen α, X-Ray, Astrophoto, Sky Map, Articles and images